# Raoul Defuisseaux
Raoul Guy Adrien Nicolas Norbert Defuisseaux (Attre, 23 mei 1886 - Anderlecht, 23 februari 1962) was een Belgisch volksvertegenwoordiger.

## Levensloop
Raoul was een zoon van de socialistische volksvertegenwoordiger Alfred Defuisseaux. In 1935 werd hij secretaris van de federatie van gemeentelijke en provinciale socialistische mandatarissen in de Borinage.
In september 1944 volgde hij de tijdens de oorlog overleden Louis Goblet op als socialistisch volksvertegenwoordiger voor het arrondissement Bergen. Hij zetelde tot in juni 1949.
Toen op 20 september 1944 door de Verenigde Kamers moest worden gestemd om Prins Karel tot regent aan te stellen, stemde hij blanco, in overeenstemming met zijn republikeinse overtuiging.